# Pillage de Kamuthi
Le pillage de Kamuthi est une invasion de Kamuthi (en) (Tamil Nadu, Inde) par les maravars (en) des villages voisins le 17 septembre 1918. Le pillage s'est terminé avec une cinquantaine d'émeutiers abattus par la police et deux policiers tués. Elle a également entraîné des pertes de biens estimées à 50 000 roupies.

## Contexte
À la fin du XIXe siècle, Kamuthi était une ville commerçante entourée de nombreux villages. Sa population était inférieure à 7000 habitants, principalement nadar (en) et musulmane. C'était l'époque où les nadars du district de Ramanathapuram montaient en prospérité et cherchaient la reconnaissance d'un statut plus élevé dans la société. Il y avait des troubles économiques et de l'amertume contre les commerçants nadars pour la hausse des prix des denrées alimentaires. En août 1918, une perturbation s'est produite au marché hebdomadaire, lorsque des villageois maravars se sont accroupis sur un stand préparé par les nadars dans l'enceinte du marché. Les maravars ont été attaqués par les nadars et ont déposé une plainte devant la police. Un panchayat composé de membres des deux communautés a été convoqué, qui a décidé que les nadars étaient les agresseurs et une amende a été imposée contre eux. Ukkarapandia Thevar de Pasumpon (en) voulait une action définitive contre les nadars. Les vols épars ont fait craindre aux nadars de Kamuthi une répétition du massacre de Sivakasi (en).
Une rumeur a circulé selon laquelle Kamuthi serait pris d'assaut et renvoyé le 17 septembre. Un détachement de 15 agents avec un chef de police est envoyé le 16 septembre. La police a immédiatement commencé à disperser les foules rassemblées dans la ville. La bagarre avec les émeutiers a gravement blessé cinq agents. Le chef de police a téléphoné à ses supérieurs pour plus d'hommes.

## Incident
La police équipée de carabines était stationnée dans la rue du Bazar. Environ 1000 maravars sont entrés dans la rue et ont commencé à piller et à incendier les magasins et les maisons. La police a alors ouvert le feu sur les émeutiers. Alors que l'émeute était maîtrisée, une cinquantaine d'émeutiers et deux policiers dont le chef de la police ont été tués. Une quarantaine de boutiques et de maisons de la rue du bazar de nadar ont été pillées et incendiées. Les pertes de biens ont été estimées à 50 000 roupies.

## Conséquences
En octobre 1918, une force punitive de 50 policiers de réserve est cantonnée à Kamuthi afin de maintenir la paix. Une taxe de pénalité a été imposée aux nadars et aux maravars pour payer les frais d'entretien. Même si cette force spéciale ne devait être stationnée que pendant un an, elle s'est poursuivie année après année. En janvier 1922, WPA Soundrapandian Nadar (en), a présenté une résolution pour l'abrogation de l'impôt punitif citant le fardeau qu'il a causé sur les deux communautés. Le Raja de Ramnad (fils du Raja Bhaskara Sethupathi (en)) a rejoint Soundrapandian Nadar en assurant le conseil qu'il n'y aurait plus de perturbation à cause de la vieille querelle entre nadars et maravars. La requête en abrogation de la taxe a été adoptée.